# تحصیل نوشیره ورکان
تحصیل نوشیره ورکان (به انگلیسی: Nowshera Virkan Tehsil) یک شهر در پاکستان است که در ناحیه گوجرانوالا واقع شده‌است.